# Orvaux
Orvaux ist eine Ortschaft und eine Commune déléguée in der französischen Gemeinde Le Val-Doré mit 502 Einwohnern (Stand: 1. Januar 2019)  im Département Eure in der Region Normandie. Die Einwohner werden Orvauxiens und Orvauxiennes genannt.
Zum 1. Januar 2018 wurden die Kommunen Orvaux, Le Fresne und Le Mesnil-Hardray zur Gemeinde (Commune nouvelle) Le Val-Doré zusammengeschlossen. Orvaux ist eine Commune déléguée innerhalb der neuen Gemeinde. Die Gemeinde Orvaux gehörte zum Arrondissement Évreux und zum Kanton Conches-en-Ouche sowie zum Gemeindeverband Pays de Conches.

## Geografie
Orvaux liegt etwa 13 Kilometer südwestlich von Évreux am Iton. Umgeben wird Orvaux von den Nachbarortschaften Champ-Dolent im Norden, Gaudreville-la-Rivière im Norden und Nordosten, Les Ventes im Osten, Villalet im Osten und Südosten, Nogent-le-Sec im Süden, Le Mesnil-Hardray im Westen sowie Le Fresne im Nordwesten.

## Bevölkerungsentwicklung
| Jahr      | 1962 | 1968 | 1975 | 1982 | 1990 | 1999 | 2006 | 2013 |
| Einwohner | 100  | 90   | 95   | 174  | 286  | 384  | 498  | 521  |

Quelle: INSEE

## Sehenswürdigkeiten

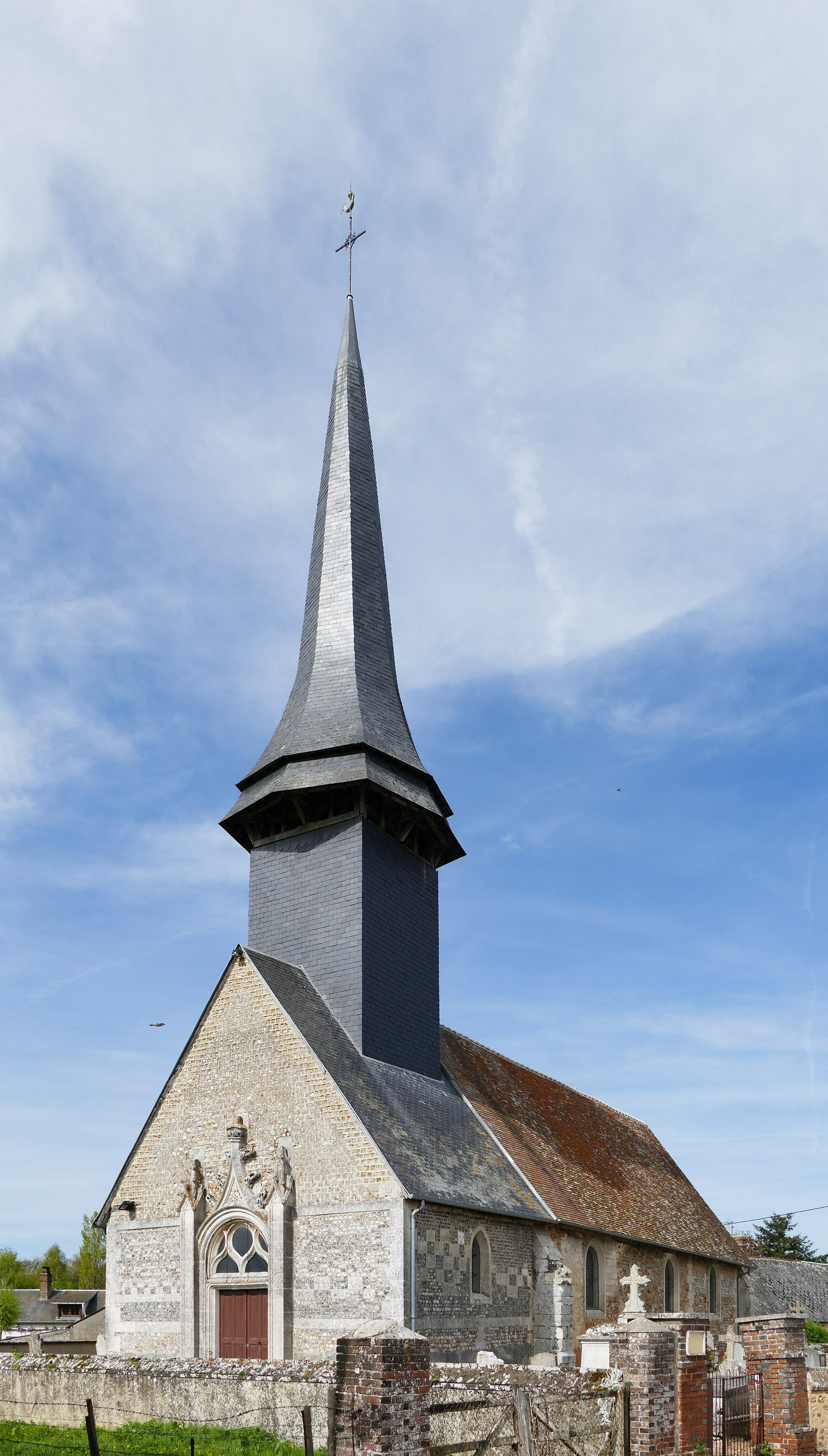
Kirche Notre-Dame

- Kirche Notre-Dame